# Universitat Harvard
La Universitat Harvard (en anglès: Harvard University) és una universitat privada situada a Cambridge, Massachusetts, als Estats Units d'Amèrica, prop de la ciutat de Boston. És la universitat més antiga de Nord-amèrica, havent estat fundada com a New College el 8 de setembre de 1636. Tres anys més tard va ser rebatejada en honor de John Harvard, un dels seus principals mecenes.
Juntament amb set altres universitats antigues del Nord-Est, Harvard és membre de l'Ivy League, una lliga atlètica formada per institucions d'educació superior extremadament selectives i amb dotacions financeres multimilionàries. En aquest sentit, Harvard destaca tant per ser la segona universitat més selectiva dels Estats Units, com per ser el centre educatiu amb una dotació més gran del planeta, valorada en 41.900 milions de dòlars.
Amb prop de 6.750 estudiants de grau i uns 13.000 de postgrau, Harvard és una universitat de mida mitjana amb un campus històric a la riba nord del riu Charles. Centrat al voltant de l'àrea oberta coneguda com a Harvard Yard, hi destaquen edificis de l'època colonial com el Massachusetts Hall i la Capella Holden. La Biblioteca Widener, edifici de principis del segle xx, és el centre del sistema bibliotecari de Harvard, el més antic dels Estats Units i la col·lecció bibliotecària privada més gran del món.
En la seva llarga història, Harvard ha destacat com un dels centres d'investigació més importants del planeta, alhora que s'ha consolidat en la cultura popular com una de les universitats més icòniques del món, amb centenars d'ex-alumnes famosos que han desenvolupat carreres acadèmiques, polítiques i artístiques d'èxit. Sol aparèixer als rànquings d'universitats entre les dues primeres posicions als Estats Units i entre les cinc primeres del món, la qual cosa la fa una de les universitats més prestigioses globalment.

## Perfil acadèmic
Harvard està organitzada en diverses escoles, que es diferencien entre elles per l'àrea d'estudis en què s'especialitzen i/o pel cicle d'estudis dels seus títols:
- La Faculty of Arts and Sciences i la seva subfacultat Division of Engineering and Applied Sciences, que juntes formen:
  - Harvard College, l'escola de grau de la Universitat (1636): atorga Bachelors of Arts en àrees diverses com les ciències socials, enginyeries, matemàtiques, ciències naturals o les humanitats.
  - La Graduate School of Arts and Sciences (fundada 1872): atorga màsters i doctorats en àrees diverses com les ciències socials, matemàtiques, ciències naturals o les humanitats
  - La Harvard Division of Continuing Education, incloent-hi Harvard Extension School i Harvard Summer School

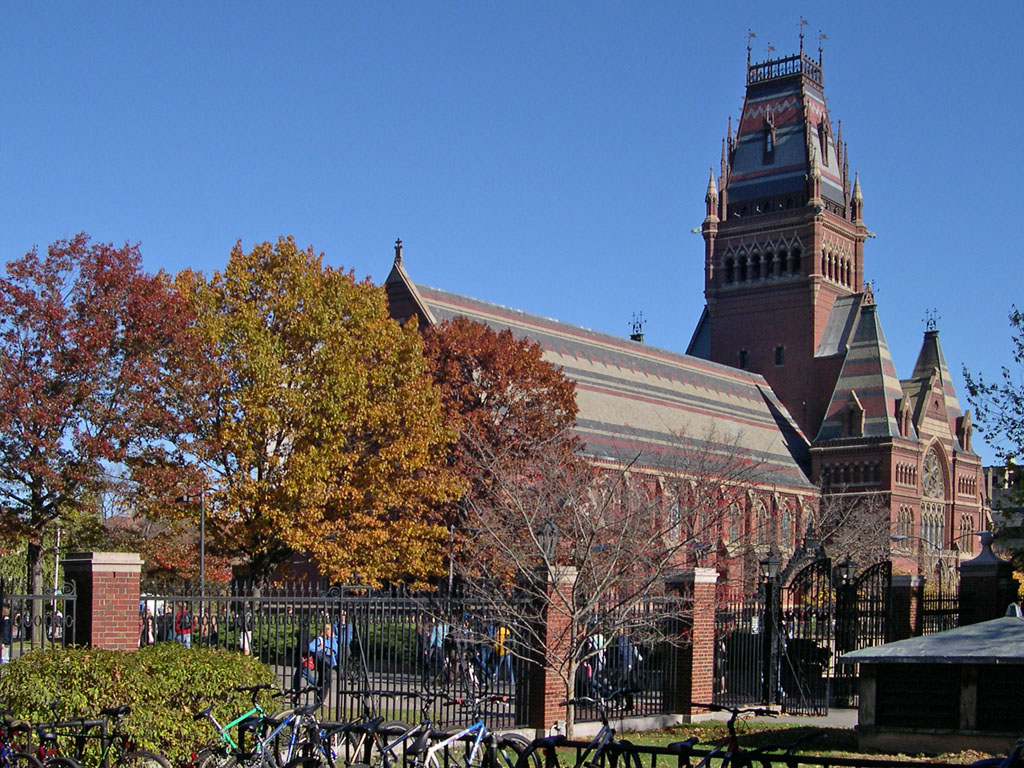
Harvard

- La Facultat de Medicina, incloent-hi l'Escola Mèdica de Harvard (1782) i l'Escola Dental de Harvard (1867, la primera escola d'odontologia dels EUA U.S. dental school).
- Harvard Divinity School (1816)
- Harvard Law School (1817): l'Escola de Dret de Harvard.
- Harvard Business School (1908): l'Escola de Negocis de Harvard.
- La Graduate School of Design (1914)
- La Graduate School of Education (1920)
- La School of Public Health (1922)

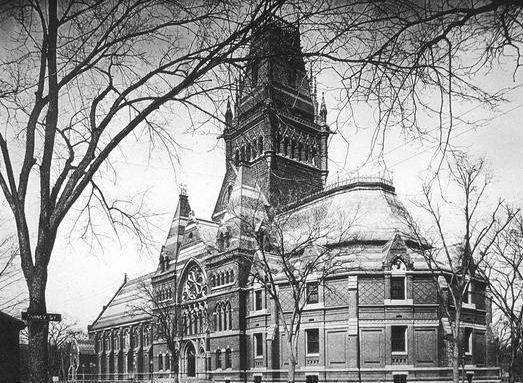
El Memorial Hall de la Universitat Harvard.

- La John F. Kennedy School of Government (1936), l'Escola de Govern John F. Kennedy, especialitzada tant en polítiques públiques com en afers internacionals.

### Rànquings
| Publicació                                    | Posició |
| --------------------------------------------- | ------- |
| Academic Ranking of World Universities (ARWU) | 1       |
| Forbes                                        | 7       |
| Times Higher Education                        | 1       |
| US News and World Report                      | 2       |
| Washington Monthly                            | 2       |

| Publicació                                    | Posició |
| --------------------------------------------- | ------- |
| Academic Ranking of World Universities (ARWU) | 1       |
| QS                                            | 5       |
| Times Higher Education                        | 2       |
| US News and World Report                      | 1       |

## Vida estudiant
Harvard College, on estudien els alumnes que opten a un títol de grau, compta amb un sistema residencial col·legiat inspirat en d'universitats històriques d'Anglaterra. Establert a principis del segle xx, aquest sistema consta de dotze "cases" diferents a les quals un estudiant estarà afiliat des del House Day del seu primer any, quan se li anuncia a quina casa pertanyerà. L'assignació és aleatòria per tal de minimitzar les diferències entre la població de cada casa. Així doncs, un estudiant de Harvard viu a les residències històriques del Harvard Yard durant el primer any, i els tres següents anys de grau pot optar per viure dins la casa que li ha tocat.
Pel que fa als esports, Harvard pertany a la lliga atlètica Ivy League. Dins d'aquesta, la rivalitat amb Yale és la més antiga i intensa, culminant cada any amb "The Game", el partit de futbol americà, esport inventat per un entrenador de Yale.
Quant a la vida associativa, a Harvard hi ha desenes de clubs, grups d'interès i associacions que els estudiants poden integrar; a principis de cada curs hi ha una "Fira d'Implicació Estudiant" que mostra als nouvinguts tot el ventall de comunitats en les quals poden participar.

## Alumnes i personal destacat
- Barack Obama
- Homi K. Bhabha
- Benazir Bhutto
- Daniel Ellsberg
- David Rockefeller
- John Fitzgerald Kennedy
- Elizabeth Murray
- Benjamin Peirce